# Condado de Washington (Rhode Island)
O condado de Washington (em inglês:  Washington County) é um dos cinco condados do estado americano de Rhode Island. Não possui uma sede de condado e sua localidade mais populosa é South Kingstown. Foi fundado em 1729.

## Geografia
De acordo com o United States Census Bureau, o condado possui uma área de 1 457 km², dos quais 853 km² estão cobertos por terra e 605 km² por água.

## Demografia
Segundo o censo nacional de 2010, o condado possui uma população de 126 979 habitantes e uma densidade populacional de 148,9 hab/km² . É o terceiro condado mais populoso de Rhode Island. Possui 62 206 residências, que resulta em uma densidade de 72,95 residências/km².
Das cinco localidades incorporadas no condado, South Kingstown é a mais populosa, com 30 639 habitantes, enquanto que Narragansett é a mais densamente povoada, com 441,1 hab/km². New Shoreham é a menos populosa, com 1 051 habitantes. De 2000 para 2010, a população de South Kingstown cresceu quase 10% e a de Narragansett reduziu em 3%. Apenas quatro localidades possuem população superior a 10 mil habitantes.